# جغد درختی خالدار

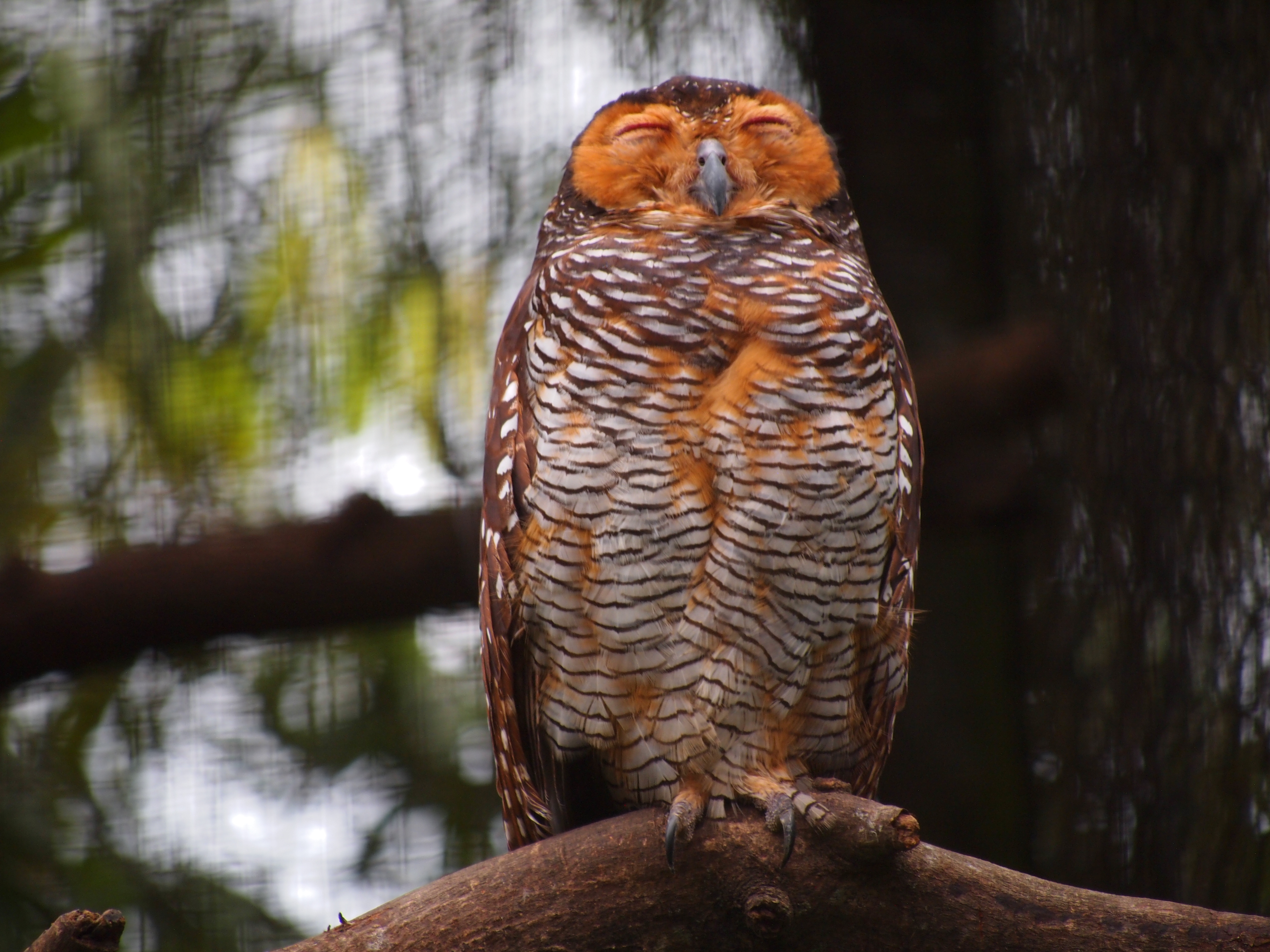
جغد درختی خالدار در باغ وحش ملی مالزی

جغد درختی خالدار (نام علمی: Strix seloputo) جغدی از سردهٔ جغدهای بی‌گوش، Strix است. دامنه پراکنش آن گسترده‌است. این گونه در بسیاری از مناطق پیرامون بورنئو یافت می‌شود، اما نه در خود جزیره.